# Det låsta rummet

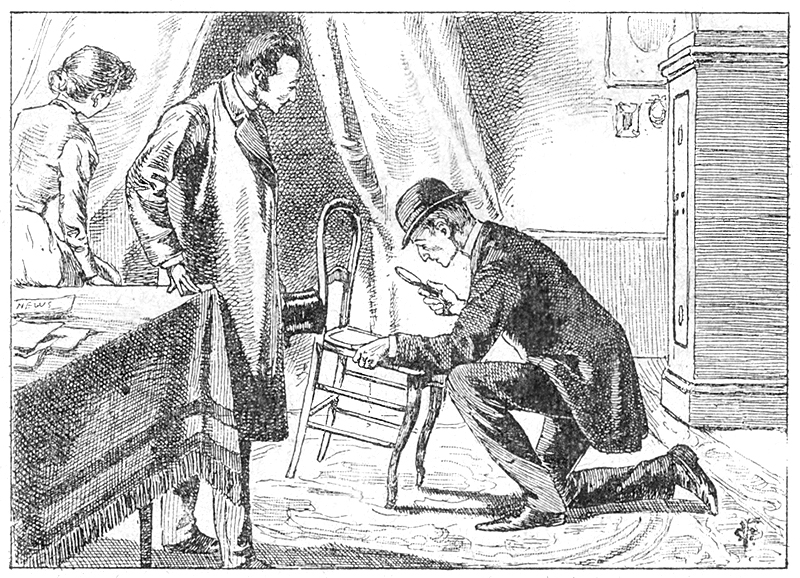
Sherlock Holmes letar efter ledtrådar i novellen Det spräckliga bandet där ett mord begåtts i ett rum låst från insidan.

Det låsta rummet, även "det slutna rummet" är ett huvudtema inom deckargenren. Mysteriet ligger i hur någon har tagit sig in i och ut ur ett rum som är låst från insidan vanligtvis för att begå ett mord, utan att lämna några spår.
Den första berättelsen som handlade om ett låsta rummet-mysterium var antagligen "Morden på Rue Morgue" (1841) av Edgar Allan Poe, även om Bibel-berättelsen om avguden Bel i tilläggen till Daniels bok är en prototyp, eller Herodotos' berättelse om "Rampsinitos skattkammare". Denna sub-genre till deckaren blomstrade i samband med författare som John Dickson Carr och Clayton Rawson, men även Agatha Christie och Ellery Queen har bidragit med viktiga verk. (I "Morden på Rue Morgue" lämnade Poe en lista över de "regler" som gäller för det låsta rummets mysterium.)
En nära släkting till låsta rummet-deckarna är så kallade upp-i-rök-berättelser.

## Fakta i fallet
Här följer några exempel på fakta från "omöjliga" eller "låsta-rum"-brott:
- Den enda dörren, som är låst från insidan, måste brytas upp (och likets position antyder klart att offret inte kunde låsa dörren efter att mördaren hade begått brottet).
- Det finns ingen eldstad eller skorsten genom vilken mördaren hade kunnat fly.
- Det enda fönstret har galler på utsidan, eller så finns det orörd snö på fönsterblecket utanför.
- Det finns ingen hemlig passage eller lönndörr till rummet.
- Mordvapnet återfinns ingenstans trots att offret uppenbarligen har blivit förgiftad, knivhugget, skjuten eller strypt (och dödsorsaken slås fast utan några tvivel vid en obduktion senare).
- Om offret har dött av elektricitet, finns det inga strömförande kablar nära liket; om offret är skjutet har ingen i närheten hört några skott.

Dessa fakta bygger upp läsarens nyfikenhet inför lösningen, eftersom de verkar så omöjliga, men det är också de fakta som sträcker på trovärdigheten. I många låsta rummet-mysterier hoppades trovärdigheten över till förmån för allt otroligare "fakta", vilket ledde till debatter om de perfekta morden i böckerna verkligen hade kunnat ske, såsom de skildrades.

## Författare och verk
Den odiskutable mästaren på det låsta rummet är John Dickson Carr. Hans roman Den ihålige mannen anses av många som den slutgiltiga låsta rummet-berättelsen, även om Carr själv föredrog Gaston Lerouxs Det gula rummets hemlighet (1908).[källa behövs]
Klassiska verk i genren inkluderar:
- John Dickson Carrs Den ihålige mannen (1935), Det krökta gångjärnet (1938), Dörren låst inifrån (1941) och Han som viskade (1946).
- Carter Dicksons The White Priory Murders (1934), Det slutna rummet (1938) och Listig som en orm (1944).
- Clayton Rawsons fyra Merlini-romaner, främst den första: Mord i hög hatt (1938).
- Agatha Christies Den flygande döden (1935) och Hercule Poirots jul (1938).
- Nicholas Blakes Dödens skal (1935).
- Gaston Lerouxs Det gula rummets hemlighet (1908).
- Peter Loveseys Den siste detektiven (1991).
- Israel Zangwills Det stora Bow-mysteriet (1892).
- Edgar Allan Poes Morden på Rue Morgue (novell) (1841) .
- Ellery Queens Konsthandlarens kista (1932), Den stängda dörren (1937) och Kungen är död! (1952).
- Hake Talbots Seans (1944).
- Melville Davisson Posts Doomdorfmysteriet (novell) (1914).
- S. S. Van Dines The Benson Murder Case (1926).
- Flera av G. K. Chestertons Fader Brown-noveller, främst Den hemliga trädgården, Den osynlige mannen, Fel format, Hundoraklet, Dolken med vingar och Miraklet med månskäran.
- Jonathan Creek, engelsk TV-serie.
- Den franske författaren Paul Halter (född 1957) har skrivit över trettio låsta rummet-mysterier och omöjliga brott, inklusive La Malédiction de Barberousse, La Quatrième Porte, Le Brouillard Rouge, La Septième Hypothèse och Le Crime de Dédale.
- Sjöwall Wahlöös Det slutna rummet
- Jan Brobergs antologi Mord i slutna rum (1967) innehåller noveller av flera klassiska deckarförfattare ovan.
- På engelska finns ett antal antologier med urval av låsta rummet-noveller, som t.ex. The Mammoth Book of Locked-Room Mysteries (red. Mike Ashley), All but Impossible! (red. Edward D. Hoch) och Death Locked In (red. Robert Adey/Douglas Greene).

## Lösningar

### Kryphål
Några av de kryphål som kan hittas i låsta rummet-mysterier:
- Om offret återfinns med ett knivsår i ett låst rum, inget vapen återfinns, och ett fönster är öppet, kan mordet ha begåtts av en professionell knivkastare från byggnaden intill som fäst en lina vid kniven.
- Ögonvittnen kan luras att tro att de har sett en särskild person gå in i eller gå ut ur ett rum när de i själva verket såg en spegelbild.
- Det kan gå att ta sig in, förklädd till någon annan, i kläder gjorda av papper, och sedan göra sig av med dem i en brasa.
- En dolk gjord av is som smälter innan mordet upptäcks.
- Offret blir skjuten i samma ögonblick som han ska stänga lägenhetens enda fönster. I fallet drar han med sig fönsterhaken och stänger fönstret från insidan.

Däremot räknas det som fusk att använda rena övernaturliga lösningar, som spöken eller magi, även om vissa författare vidrör det området och sedan avfärdar det.

### Verkliga lösningar
Kapitel 17 i Den ihålige mannen består av en teoretisk parentes som kallas Föreläsningen om det slutna rummet, där problemlösaren Dr Gideon Fell ger två huvudtyper av lösningar:
1. Ett mord har verkligen begåtts i ett hermetiskt slutet rum, och mördaren finns inte kvar, därför att mördaren aldrig var i rummet, till exempel var mordet en olyckshändelse/ett självmord, en illusion skapar ett alibi, eller så dödades offret av den förste som kom in i rummet
2. Någon har fifflat med en existerande ingång eller en lönngång och sedan dolt den.
I Clayton Rawsons bok Mord i hög hatt presenterar trollkarlen Merlini ytterligare en lösning:
3. Mordet begås i ett hermetiskt slutet rum, men ingen mördare har tagit sig ut ur det, inte därför att han inte var där, utan för att han gömmer sig i det och försvinner innan någon letar reda på honom.
(I sina senare verk arbetade Carr och Rawson på att överraska läsaren genom att hitta nya lösningar.)